# Stazione di Palermo Palazzo Reale-Orleans
La stazione di Palermo Palazzo Reale-Orleans è una stazione ferroviaria sotterranea della città di Palermo; è posta sulla tratta urbana (passante ferroviario) della linea Palermo-Trapani, alla fine di Parco d'Orleans.

## Storia
Dopo che nel 1990 venne attivato ufficialmente il servizio ferroviario metropolitano di Palermo, il comune della città si occupò di iniziare i lavori per l'attivazione di una linea sui binari di quella per Trapani, che dalla stazione Centrale giungeva all'Aeroporto di Punta Raisi.
Dopo l'attivazione di tre fermate, nel 1996 fu bandito il primo appalto per la costruzione di una stazione posta in una posizione strategica tra il campus universitario e il Palazzo dei Normanni.
Dopo che l'appalto venne aggiudicato per una cifra di poco superiore agli 11 miliardi di lire, i lavori iniziarono subendo però una lunga interruzione iniziata nel 1999 e durata circa un anno. L’evento portò la decisione di esperire una nuova gara d'appalto per il completamento.
I nuovi lavori durarono altri due anni e il 22 giugno 2001 venne attivata la fermata di Palazzo Reale-Orleans, intitolata a Libero Grassi, e che il successivo 21 settembre venne innalzata al rango di stazione con l'attivazione del binario di raddoppio.

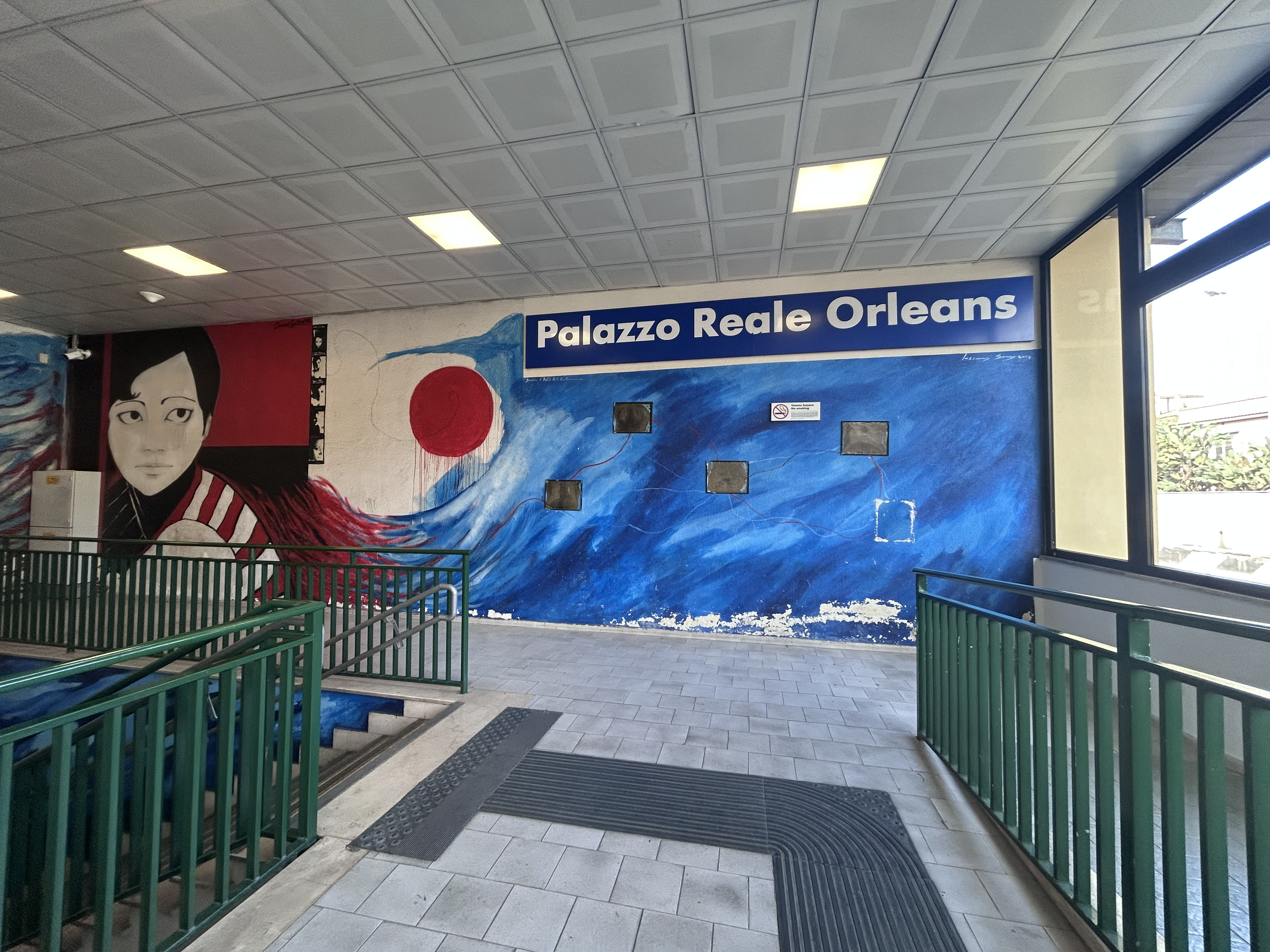
Il murale realizzato da Carmen Gulino e Sonny Insinna.

Nel 2007 vennero presentati due graffiti come parte dell'iniziativa "Obiettivo Stazioni Pulite – Nuovo muralismo": uno realizzato da Carmen Gulino e Sonny Insinna sulla parete di fronte all'entrata della stazione di viale delle Scienze e l'altro realizzato da Mauro Di Girolamo, sulla parete a destra dell'ingresso di Piazza Indipendenza.
Nove anni dopo l'apertura, il 4 ottobre 2010, la stazione e tutta la linea tra la stazione Centrale e quella Stazione di Palermo Notarbartolo venne chiusa per effettuare i lavori della Tratta A del nuovo passante ferroviario di Palermo.
Nel corso dei lavori, la galleria Re Federico che collegava la stazione a Notarbartolo venne adattata a binario unico, in quanto i lavori prevedevano la creazione della nuova galleria "Imera-Lolli" posta a un livello inferiore che sarebbe servita per il collegamento da Punta Raisi alla Stazione Centrale.
Nel 2012 la linea venne riattivata, ma il raddoppio dei binari tra Orleans e Notarbartolo grazie alla nuova galleria non era completo a causa dei dissesti idrici posti nella stazione intermedia Papireto, progettata proprio nell'ambito del nuovo passante.
Negli anni a venire la stazione subisce numerose e continue infiltrazioni causate dalla cattiva impermeabilizzazione di Corso Re Ruggero, che giace sulla stessa. Per tal motivo nel luglio 2017 iniziarono i lavori per il rifacimento del solettone del corso, conclusi nel giro di pochi mesi.
L'anno successivo, la stessa azienda incaricata di svolgere i lavori al solettone, iniziò quelli per il restyling della stazione, riguardanti la sostituzione del contro-soffitto, una nuova illuminazione pubblica e l'aggiornamento degli impianti anti-incendio e di sicurezza, oltre che nuovi tabelloni informativi.
I lavori riguardarono anche alcuni cambiamenti strutturali al fine di attivare un secondo binario già presente all'interno della galleria ma mai utilizzato per scarso materiale rotabile, al fine di poter attivare il radio dei binari nella tratta fino alla stazione Centrale.

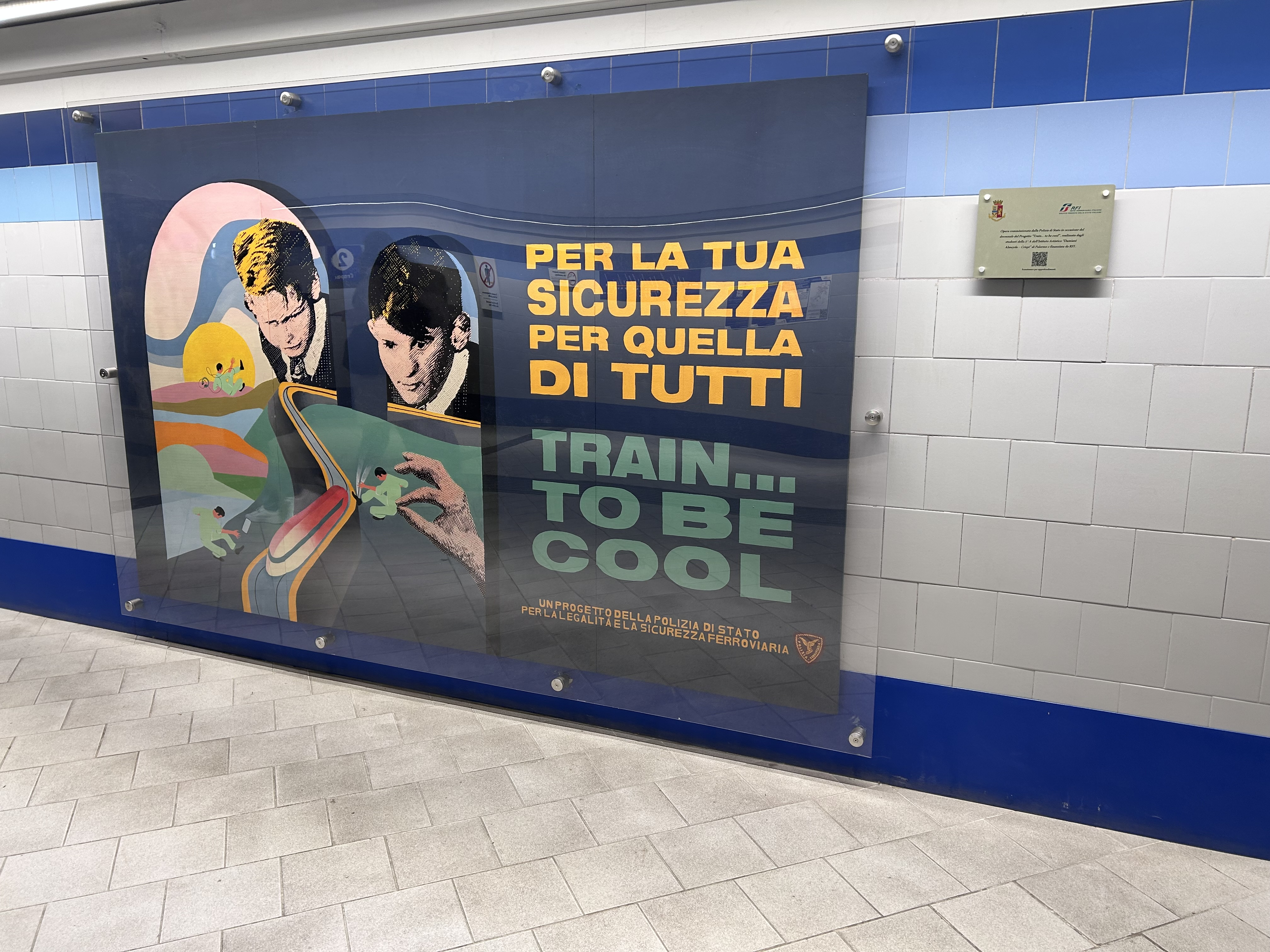
Il murale realizzato dai ragazzi del "Damiani Almeyda - Crispi" per il progetto "Train… to be cool".

Il 2 dicembre 2024, in occasione del 10º anniversario del progetto di educazione alla legalità ed alla sicurezza ferroviaria "Train… to be cool" venne inaugurato un murale all'interno della stazione commissionato agli studenti del liceo artistico cittadino "Damiani Almeyda - Crispi".

## Strutture e impianti

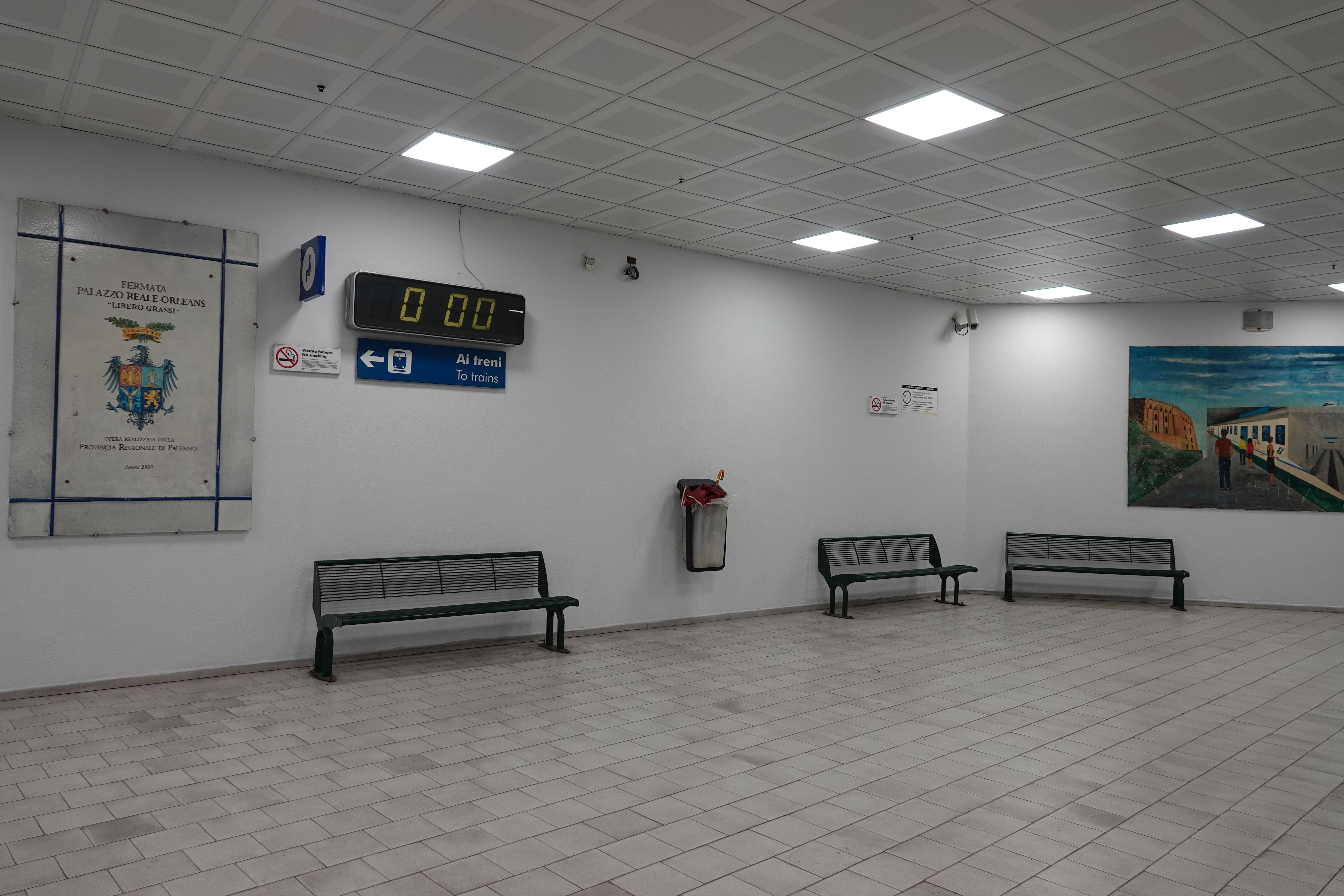
La sala d'attesa in prossimità della banchina del binario 2.

La stazione si trova completamente sotto il livello stradale, ha due ingressi, uno da Piazza Indipendenza, l'altro in prossimità dell'accesso al campus dell'Università di Palermo. È dotata di due binari con banchine laterali e di un sottopassaggio pedonale.
L'area in cui sorge la stazione è molto importante: a pochi passi da essa troviamo il campus dell'Università di Palermo, il Palazzo dei Normanni, il Parco d'Orleans, l'Ospedale Pediatrico G. Di Cristina, il Policlinico, l'Ospedale Civico, la chiesa di San Giovanni degli Eremiti, piazza della Vittoria e la Cattedrale.

## Movimento
La stazione è servita dai treni del servizio ferroviario metropolitano, cadenzati a frequenza semioraria.

## Servizi
La stazione dispone di:
- Fermata autobus extraurbani
- Biglietteria elettronica
- Scale mobili
- Ascensori
- Accessibilità per portatori di handicap
- Servizi igienici;